# Khambhalia
Khambhalia é uma cidade e um município no distrito de Devbhoomi Dwarka, no estado indiano de Gujarat.

## Demografia
Segundo o censo de 2001, Khambhalia tinha uma população de 36 459 habitantes. Os indivíduos do sexo masculino constituem 52% da população e os do sexo feminino 48%. Khambhalia tem uma taxa de literacia de 69%, superior à média nacional de 59,5%: a literacia no sexo masculino é de 76% e no sexo feminino é de 62%. Em Khambhalia, 13% da população está abaixo dos 6 anos de idade.